# تیان چینگ
تیان چینگ (انگلیسی: Tian Qing؛ زادهٔ ۱۹ اوت ۱۹۸۶) بدمینتون‌باز اهل چین است.